# PTF1A
PTF1A‏ (Pancreas associated transcription factor 1a) هوَ بروتين يُشَفر بواسطة جين PTF1A في الإنسان.